# Agustí Montal i Galobart
Agustí Montal i Galobart (Barcelona, 1906 - 8 d'abril de 1964) va ser un empresari tèxtil cotoner, president del FC Barcelona entre 1946 i 1952. El seu avi era Joaquim Montal i Fita, del qual va heretar l'empresa tèxtil Montal i Companyia.
La seva darrera temporada com a president del FC Barcelona és coneguda com la del "Barça de les 5 Copes". El seu fill, Agustí Montal i Costa, també fou president del Barça entre 1969 i 1977.
Agustí Montal i Galobart també fou president del Club Nàutic d'Arenys de Mar. Es casà amb Angelina Costa Compte i tingué 4 fills: Agustí, Maria Àngels, Josep Maria i Enric.

## Presidència del FC Barcelona (1946-1952)
El novembre de 1945, Agustí Montal i Galobart presentà una moció demanant que es finalitzés la provisionalitat que s'estava vivint a la direcció del club. En aquell moment era comptable en la directiva del president Josep Vendrell i Ferrer. La directiva considerà que Montal era el candidat idoni per presidir el Club, acceptà la proposta i la va fer arribar a la Federació Catalana i a l'Espanyola. Cal esmentar que entre 1939 i 1953 el president era designat per les autoritats del règim franquista. Fou designat president el 20 de setembre de 1946, iniciant un dels mandats més fructífers de la història del club.
Durant els sis anys que Montal va presidir el club, el Barça va passar d'uns 20.000 socis a més de 30.000, va guanyar dues Lligues consecutives, el 1948 i el 1949, i el Club celebrà les Noces d'or en el mes de novembre de 1949. Amb motiu de les Noces d'Or, el Club organitzà un torneig triangular de futbol amb presència del Palmeiras brasiler i el Boldklubben de Copenhaguen, així com partits d'altres disciplines esportives i actes festius com un multitudinari ball de sardanes. També es va fer un homenatge al primer president del Club, l'anglès Walter Wild, i a Joan Gamper, el net del qual va fer el xut d'honor abans del partit entre el Barça i el club danès.
Durant la presidència de Montal es va a reunir la primera assemblea general de socis d'un club de futbol espanyol posterior a la guerra civil, en 1948, encara que va ser únicament a nivell de compromissaris, i es van recuperar símbols importants pel Club, com el bust de bronze de Joan Gamper que tornà a la zona noble del Camp de les Corts, o l'antiga denominació del carrer dedicat al Fundador a prop de l'estadi, que havia passat a denominar-se amb l'asèptic nom de Crisantemo després de la guerra civil. Anteriorment, en 1947, assabentat dels problemes físics i econòmics de l'exjugador Emilio Walter va decidir enviar-li setmanalment a Alemanya paquets de queviures durant diversos anys.
Montal, ben aconsellat per Samitier, va tenir l'encert de fitxar el juny de 1950 a Ladislao Kubala, un fort i ros jugador hongarès, que aviat es va convertir en un fenomen de masses a Barcelona.
La temporada més brillant de Montal fou la de 1951-1952, amb Ferdinand Daučík d'entrenador, i jugadors il·lustres com Ramallets, Kubala, Basora, César, Manchón, Seguer, Biosca, Segarra, Gonzalvo III, Bosch i Vila, que varen conquerir la Lliga, la Copa, la Copa Llatina, la Copa Eva Duarte, i el Trofeu Martini & Rossi, cinc títols que han entrat a la història com el Barça de les 5 Copes.
El Camp de les Corts es va quedar petit per acollir els nombrosos aficionats que volien veure els partits d'aquell gran Barça. El 14 de novembre de 1950 Montal va obtenir l'acord favorable d'una Assemblea de compromissaris per comprar uns nous terrenys a l'extrem de la Travessera de Les Corts, propers al Cementeri i la Maternitat, on posteriorment es construiria l'actual Camp Nou. Cal recordar que Reial Madrid havia inaugurat a finals de 1947 el que després es coneixeria com a Estadi Santiago Bernabéu. Degut a l'existència d'uns possibles terrenys alternatius, el projecte del Camp Nou es va retardar tres anys i les obres començaren l'any 1954, amb Miró-Sans com a president, i finalitzaren el 1957.
El 16 de juliol de 1952, Agustí Montal renuncià continuar en la presidència del Barça, i fou succeït per Enric Martí i Carreto, que fins llavors havia estat vicepresident i mà dreta de Montal a la Junta.